# Lucas Cruikshank
Lucas Cruikshank, né le 29 août 1993 dans l'État du Nebraska aux États-Unis, est un acteur américain.
Il est connu pour son interprétation dans iCarly et dans Marvin Marvin, des séries comiques pour enfants diffusées sur Nickelodeon.

## Biographie
Lucas Cruikshank naît le 29 août 1993 et grandit à Columbus, dans le Nebraska. Il est le fils de Molly Jeanne (née Duffy) et de Dave Alan Cruikshank. Il a cinq sœurs et deux frères,,.
Il  commence sur YouTube en réalisant des vidéos sur un garçon appelé Fred,. Il apparaît ensuite  dans différentes séries et émissions. Dans des rôles secondaires ou principaux comme en 2012 et 2013, où il joue le rôle principal dans la série télévisée Nickelodeon, de Marvin Marvin, dans le rôle d'un adolescent extraterrestre s'adaptant à la vie humaine. Il indique publiquement qu'il est gay dans une vidéo YouTube publiée le 20 août 2013, en disant : « Je suis gay. Je me sens tellement bizarre de le dire devant la caméra. Mais ma famille et mes amis le savent depuis trois ans. Je n'ai tout simplement pas ressenti le besoin de l'annoncer sur Internet »,.

## Filmographie

### Télévision
- Saison 3 de Hannah Montana : Kyle McIntyre
- Marvin Marvin : Marvin Forman
- 2010 : Fred: The Movie : Fred Figglehorn / Derf
- 2011 : Fred 2: Night of the Living Fred (en) : Fred Figglehorn / Derf
- 2012 : Fred 3: Camp Fred (en) : Fred Figglehorn

## Discographie
- 2009 : It's Hackin' Christmas with Fred
- 2010 : Who's Ready to Party?

## Prix et nominations
| Année | Catégorie                     | Prix                   | Récompense |
| ----- | ----------------------------- | ---------------------- | ---------- |
| 2009  | Favorite User Generated Video | People's Choice Awards | Nomination |
| 2009  | Choice Web Star               | Teen Choice Awards     | Lauréat    |
| 2010  | Choice Web Star               | Teen Choice Awards     | Nomination |
| 2010  | Iconic Web Star               | J-14 Teen Icon Awards  | Nomination |
| 2012  | YouTube Creator Awards        | YouTube Creator Reward | Lauréat    |
| 2013  | Favorite TV Actor             | Kids' Choice Awards    | Nomination |

## Vie privée
Lucas Cruikshank est ouvertement homosexuel.